# ラーダ相応
ラーダ相応（ラーダそうおう、巴: Rādha-saṃyutta, ラーダ・サンユッタ）とは、パーリ仏典経蔵相応部に収録されている第23相応。漢訳で「羅陀相応」（らだそうおう）とも。
釈迦が比丘ラーダに、解脱への道を説く。

## 構成
4品46経から成る。
1. Paṭhama-vaggo --- 全10経
2. Dutiya-vaggo --- 全12経
3. Āyācana-vaggo --- 全12経
4. Upanisinna-vaggo --- 全12経

### 登場人物
- 釈迦
- 比丘ラーダ

## 内容
Sammādassanaṃ pana bhante, kimatthiyanti?

Sammādassakaṃ kho rādha, nibbidatthaṃ.

Nibbidā pana bhante, kimatthiyāti?

Nibbidā kho rādha, virāgatthā.

Virāgo pana bhante kimatthiyoti?

Virāgo kho rādha, vimuttattho.

Vimutti pana bhante, kimatthiyā'ti?

Vimutti kho rādha, nibbānatthā.

「しからば大徳よ、正見(Sammādassanaṃ)は何のためでしょうか」

「ラーダよ、正見は、厭離を目的としている」	

「しからば大徳よ、厭離(Nibbidā)は何のためでしょうか」

「ラーダよ、厭離は、離貪を目的としている」	

「しからば大徳よ、離貪(Virāgo)は何のためでしょうか」

「ラーダよ、離貪は、解脱を目的としている」	

「しからば大徳よ、解脱は何のためでしょうか」

「ラーダよ、解脱は、涅槃を目的としている」
—パーリ仏典, 相応部蘊篇ラーダ相応, Sri Lanka Tripitaka Project

## 日本語訳
- 『南伝大蔵経・経蔵・相応部経典3』（第14巻） 大蔵出版
- 『原始仏典II 相応部経典3』 中村元監修 春秋社